# Stephan Lösch
Stephan Lösch (* 25. August 1881 in Harthausen, Oberamt Mergentheim; † 25. Oktober 1966 ebenda) war ein römisch-katholischer Priester, Theologe, Kirchenhistoriker und Hochschullehrer.

## Leben
Stephan (auch Stefan) Lösch kam als zweiter Sohn des Joseph Lösch und seiner Gattin Anna Maria, geborene Bauer, zur Welt. Seine Eltern bewirtschafteten in Harthausen, das damals etwa 400 Einwohner zählte, das Gasthaus „Zur Krone“ und einen ansehnlichen Bauernhof. In Harthausen verbrachte Lösch seine Kindheit und besuchte zunächst die ortsansässige Dorfschule, sodann das Progymnasium im nahegelegenen Mergentheim und anschließend das Obergymnasium in Rottweil. Daraufhin studierte er von 1900 bis 1904 an der Universität Tübingen Katholische Theologie und Altphilologie. Er war Mitglied der Theologengesellschaft Guelfia Tübingen. Nach Abschluss des Studiums besuchte er das Priesterseminar in Rottenburg am Neckar. Dort empfing Lösch am 19. Juli 1905 durch Bischof Paul Wilhelm Keppler die Priesterweihe.
1927 wurde er an der Universität Tübingen für das Fach Geschichte der Theologie habilitiert. Ab 1929 hatte er dort einen Lehrauftrag für Patrologie, ab 1930/31 vertrat er den Lehrstuhl für neutestamentliche Exegese. 1933 wurde er zum außerordentlichen und 1934 zum ordentlichen Professor ernannt. 1949 wurde er emeritiert.
Lösch war ab 1928 Ehrenmitglied der katholischen Studentenverbindung AV Guestfalia Tübingen.

## Schriften (Auswahl)
- Die Einsiedler Gedichte. Eine literar-historische Untersuchung. Heckenhauer, Tübingen 1909 (Dissertation, Universität Tübingen, 1909).
- Deitas Jesu und antike Apotheose. Ein Beitrag zur Exegese und Religionsgeschichte. Bader, Rottenburg a.N. 1933.
- Diatagma kaisaros. Die Inschrift von Nazareth und das Neue Testament; eine Untersuchung zur neutestamentlichen Zeitgeschichte. Herder, Freiburg im Bresgau 1936.
- Die Anfänge der Tübinger Theologischen Quartalsschrift (1819 - 1831). Gedenkgabe zum 100. Todestag Joh. Ad. Möhlers. Bader, Rottenburg a.N. 1938.
- Döllinger und Frankreich. Eine geistige Allianz, 1823–1871. Im Lichte von 56 bisher meist unbekannten Briefen, mit 2 Döllingerbildnissen nebst Döllinger-Bibliographie (= Schriftenreihe zur Bayerischen Landesgeschichte. Band 51). Beck, München 1955.
- Prof. Dr. Adam Gengler 1799 - 1866. Die Beziehungen des Bamberger Theologen zu J. J. J. Döllinger und J. A. Möhler. Ein Lebensbild mit Beigabe von 80 bisher unbekannten Briefen, darunter 47 neuen Möhler-Briefen; zugleich ein Beitrag zur Gelehrtengeschichte Bambergs im XIX. Jahrhundert. Schöningh, Würzburg 1963.
- Verzeichnis der gedruckten Arbeiten Johann Adam Möhlers aus dem Nachlass Stefan Lösch. Durchges., erg. u. hrsg. von Rudolf Reinhardt. Vandenhoeck & Ruprecht, Göttingen 1975, ISBN 3-525-87465-0.